# Doctor Who (1.ª temporada)
A primeira temporada moderna da série de ficção científica britânica Doctor Who estreou em 26 de março de 2005 com o episódio "Rose" e foi concluída com "The Parting of the Ways", exibido em 18 de junho do mesmo ano. Esta foi a primeira temporada de Doctor Who produzida em 16 anos, seguido do cancelamento da série em 1989. O show foi revivido por Russell T Davies, um fã do programa que desde o final dos anos 1990 tentava retomar sua produção. A primeira temporada tem 13 episódios, oito dos quais Davies escreveu. Ele, Julie Gardner e Mal Young serviram como produtores executivos, enquanto Phil Collinson foi o produtor.
O programa retrata as aventuras de um misterioso e excêntrico Senhor do Tempo, conhecido como o Doutor, que viaja através do tempo e do espaço em sua máquina do tempo, a TARDIS, cujo exterior se assemelha com uma cabine policial britânica azul da década de 1950. Com seus acompanhantes, ele explora o tempo e o espaço, enfrenta uma variedade de inimigos e salva civilizações, ajudando as pessoas e corrigindo erros.
A temporada apresenta Christopher Eccleston como a nona encarnação do Doutor, sua única no papel, acompanhado por Billie Piper, como sua primeira e principal acompanhante, Rose Tyler, a quem ele arranca da obscuridade no planeta Terra e a quem ele fica cada vez mais próximo. O Doutor também viaja brevemente com o gênio indisciplinado Adam Mitchell, interpretado por Bruno Langley, e com o vigarista do século LI e ex-agente do tempo, o capitão Jack Harkness, interpretado por John Barrowman. Os episódios formam um vago arco de história, baseado na frase recorrente "Lobo Mau", cujo significado é inexplicável até o final da temporada. Juntamente com a expressão, a série moderna reintroduz o Doutor como o único sobrevivente de um evento conhecido como a Guerra do Tempo, na qual o personagem alega ter eliminado todos os Senhores do Tempo e os inimigos destes, os Daleks.
A estreia foi assistida por 10,81 milhões de telespectadores, e quatro dias depois Doctor Who foi renovado para um especial de Natal, bem como para uma segunda temporada. A retomada da série foi bem recebida pela crítica e fãs, vencendo pela primeira vez o prestigiado BAFTA Award. Entre as aprovações estava a de Michael Grade, que anteriormente havia forçado um hiato de produção de 18 meses em 1985 e tinha adiado a série em várias ocasiões por desagrado pessoal. A popularidade do programa acabou levando a um ressurgimento do drama nas noites de sábado voltado para a família.

## Elenco

### Protagonistas
- Christopher Eccleston como Nono Doutor (13 episódios)
- Billie Piper como Rose Tyler (13 episódios)

### Antagonistas
- Simon Pegg como O Editor (1 episódio)
- Zoë Wanamaker como Lady Cassandra (2 episódios)
- Annette Badland como Margaret Blaine (2 episódios)
- Corey Johnson como Henry van Statten (1 episódio)

### Recorrentes e Convidados
- Noel Clarke como Mickey Smith (7 episódios)
- Camille Coduri como Jackie Tyler (7 episódios)
- John Barrowman como Jack Harkness (5 episódios)
- Bruno Langley como Adam Mitchell (2 episódios)
- Shaun Dingwall como Pete Tyler (1 episódio)
- Simon Callow como Charles Dickens (1 episódio)
- Penelope Wilton como Harriet Jones (2 episódios)
- Simon Paisley Day como Steward (1 episódio)

- Eve Myles como Gwyneth (1 episódio)
- Anne Robinson como Anne Droid (voz) (1 episódio)
- David Tennant como Décimo Doutor (1 episódio)

## Episódios
| História | Episódio | Título                                                  | Dirigido por | Escrito por      | Exibição original   | Cód. de produção | Audiência no Reino Unido (milhões) | AI |
| --- | -------- | ------------------------------------------------------- | ------------ | ---------------- | ------------------- | ---------------- | ---------------------------------- | -- |
| 157 | 1        | "Rose"                                                  | Keith Boak   | Russell T Davies | 25 de março de 2005 | 1.1              | 10,81                              | 81 |
| Rose Tyler conhece um misterioso estranho conhecido como o Doutor, e sua vida nunca mais será a mesma. Logo, ela percebe que sua mãe, seu namorado, e todo o planeta Terra estão em perigo. A única esperança de salvação está dentro de uma estranha cabine policial azul... |          |                                                         |              |                  |                     |                  |                                    |    |
| 158 | 2        | "The End of the World" "O Fim do Mundo"                 | Euros Lyn    | Russell T Davies | 2 de abril de 2005  | 1.2              | 7,97                               | 79 |
| O Doutor leva Rose em sua primeira viagem no tempo, ao ano Cinco Bilhóes. O Sol está prestes a se expandir e engolir a Terra. Contudo, entre as raças alienígenas que se reúnem para assistir ao espetáculo na Plataforma 1, há um assassino. Quem está controlando as aranhas misteriosas e mortais? |          |                                                         |              |                  |                     |                  |                                    |    |
| 159 | 3        | "The Unquiet Dead" "Os Mortos Inquietos"                | Euros Lyn    | Mark Gatiss      | 9 de abril de 2005  | 1.3              | 8,86                               | 80 |
| O Doutor leva Rose de volta no tempo, para 1869. Em uma Cardiff vitoriana, os mortos andam, e criaturas feitas de gás estão à solta. O viajantes no tempo se unem a Charles Dickens para investigar o Sr. Sneed, agente funerário local, e sua empregada doméstica psíquica, Gwyneth. Será que eles podem deter os planos do etéreo Gelth? |          |                                                         |              |                  |                     |                  |                                    |    |
| 160a | 4        | "Aliens of London" "Alienígenas de Londres"             | Keith Boak   | Russell T Davies | 16 de abril de 2005 | 1.4              | 7,63                               | 81 |
| O Doutor leva Rose para casa - um ano depois do planejado. Contudo, toda a atenção está em outra nave alienígena, que cai no Tâmisa. Londres é fechada, e o mundo todo está em alerta vermelho. Enquanto o Doutor investiga o sobrevivente alienígena, Rose descobre que sua casa não é mais um porto seguro. Quem são os Slitheen? |          |                                                         |              |                  |                     |                  |                                    |    |
| 160b | 5        | "World War Three" "Terceira Guerra Mundial"             | Keith Boak   | Russell T Davies | 23 de abril de 2005 | 1.5              | 7,98                               | 82 |
| 10 Downing Street anuncia a Primeira Guerra Interplanetária da Terra, mas o perigo real está muito mais perto de casa. Enquanto O Doutor, Rose e Harriet Jones correm contra o tempo para desmascarar o vilão Slitheen, a mãe de Rose e seu namorado têm a chave para a salvação. Será que os mísseis serão interrompidos? |          |                                                         |              |                  |                     |                  |                                    |    |
| 161 | 6        | "Dalek"                                                 | Joe Ahearne  | Robert Shearman  | 30 de abril de 2005 | 1.6              | 8,63                               | 84 |
| Abaixo das Planícies de Sal de Utah, o bilionário colecionador Henry Van Statten detém a última relíquia de uma raça alienígena. Quando O Doutor e Rose investigam, eles descobrem que o inimigo mais antigo e mais mortal do Doutor está prestes a se libertar. É uma luta até a morte, com Rose presa no meio. |          |                                                         |              |                  |                     |                  |                                    |    |
| 162 | 7        | "The Long Game" "O Longo Jogo"                          | Brian Grant  | Russell T Davies | 7 de maio de 2005   | 1.7              | 8,01                               | 81 |
| Adam Mitchell vislumbra as maravilhas de viajar no TARDIS. No futuro, o Satélite 5 transmite ao Império Terrestre inteiro. Mas qualquer um promovido ao andar 500 nunca mais é visto novamente, e O Doutor suspeita que a humanidade está sendo manipulada. Nada escapa ao olho do sinistro Editor, mas para quem ele está trabalhando? Adam tem o que é preciso para se tornar o companheiro do Senhor do Tempo?                                                                                                  |          |                                                         |              |                  |                     |                  |                                    |    |
| 163 | 8        | "Father's Day" "Dia do Pai"                             | Joe Ahearne  | Paul Cornell     | 14 de maio de 2005  | 1.8              | 8,06                               | 83 |
| Rose era apenas um bebe em 1987 quando o seu pai, Pete Tyler, foi morto por um carro. O Senhor do Tempo a leva de volta ao ano em questão, para o local onde aconteceu o acidente. Claro, Rose não consegue ficar inerte ali apenas vendo seu pai morrer, então ela o tira do caminho do carro que se aproxima. Ao fazer isso, ela irrita o equilibrio do Tempo e muda a historia. De repente, a Terra está sob a ameaça de demônios terríveis na forma de pterodátilos que tentam corrigir as anomalias do Tempo. |          |                                                         |              |                  |                     |                  |                                    |    |
| 164a | 9        | "The Empty Child" "A Criança Vazia"                     | James Hawes  | Steven Moffat    | 21 de maio de 2005  | 1.9              | 7,11                               | 84 |
| O Doutor e Rose viajam de volta a 1941, no auge da Blitz a Londres na II Guerra Mundial. O Exército está guardando um cilindro misterioso, enquanto crianças de rua (que viviam nos locais das explosão) estão sendo aterrorizados por um garoto sobrenatural. Rose conhece o impetuoso Capitão Jack Harkness. Teria ela encontrado um herói ainda melhor do que o Doutor? |          |                                                         |              |                  |                     |                  |                                    |    |
| 164b | 10       | "The Doctor Dances" "O Doutor Dança"                    | James Hawes  | Steven Moffat    | 28 de maio de 2005  | 1.10             | 6,86                               | 85 |
| A praga está se espalhando por toda Londres nos tempos de guerra, e o exército de zumbis está em marcha. O Doutor e Rose formam uma aliança com um vigarista intergaláctico, o Capitão Jack, mas encontram-se presos em um hospital abandonado. A resposta está nos locais das explosões, mas o tempo está se esgotando... |          |                                                         |              |                  |                     |                  |                                    |    |
| 165 | 11       | "Boom Town" "Cidade do Boom"                            | Joe Ahearne  | Russell T Davies | 4 de junho de 2005  | 1.11             | 7,68                               | 82 |
| Quando a tripulação da TARDIS tira férias, O Doutor encontra um inimigo que para ele estava há muito tempo morto. Logo, percebe que planos de construir uma usina nuclear na cidade de Cardiff estão escondendo um complô estrangeiro para acabar com o mundo. E quando O Doutor janta com monstros, ele descobre armadilhas dentro de armadilhas. |          |                                                         |              |                  |                     |                  |                                    |    |
| 166a | 12       | "Bad Wolf" "Lobo Mau"                                   | Joe Ahearne  | Russell T Davies | 11 de junho de 2005 | 1.12             | 6,81                               | 85 |
| O Doutor, Rose e Capitão Jack tem que lutar por suas vidas a bordo da Estação do Jogo, mas uma ameaça mais perigosa está à espreita - apenas fora da vista. O Doutor percebe que toda a raça humana foi cegada para a ameaça à sua porta, e o Armageddon se aproxima rapidamente. |          |                                                         |              |                  |                     |                  |                                    |    |
| 166b | 13       | "The Parting of the Ways" "Seguindo Caminhos Separados" | Joe Ahearne  | Russell T Davies | 18 de junho de 2005 | 1.13             | 6,91                               | 89 |
| Rose Tyler tem enfrentado perigos e visto maravilhas ao lado do Doutor, mas agora a amizade deles é posta à prova quando a Terra mergulha em uma guerra épica. Com a raça humana sendo abatida, O Doutor é forçado a uma ação terrível. Será que os viajantes do tempo se reunirão novamente algum dia? |          |                                                         |              |                  |                     |                  |                                    |    |

## Produção

### Desenvolvimento
Durante os anos 90, Davies, um vitalício fã de Doctor Who, pressionou a BBC para reviver o show de sua interrupção e chegou à fase de discussão no final de 1998 e início de 2002. Suas propostas iriam atualizar o programa para ser mais adequado ao publico do século XXI, incluindo a transição da fita de vídeo para filmar, duplicando a duração de cada episódio de 25 minutos para 50. Manter O Doutor principalmente na Terra no estilo dos episódios em que o Terceiro Doutor encontrava-se na UNIT, e remover o "excesso de bagagem" como Gallifrey e os Senhores do Tempo. Seu tom concorreu com outros três: a fantasia de Dan Freedman, o estilo gótico de Matthew Graham e a proposta de reinicio por Mark Gatiss , que tornaria O Doutor o substituto público, ao invés de seus companheiros.
Em agosto de 2003 a BBC havia resolvido as questões relativas aos direitos de produção que tinham surgido como resultado do filme de 1996 - conjuntamente Universal Studios, BBC & Fox - levando o controlador da BBC One (Lorena Heggessey) e o controlador do Comissionamento de Drama (Jane Tranter) a abordar Gardner e Davies para criar um renascimento da série a ser transmitido em um horário nobre nas noites de sábado, como parte do plano da BBC de delegar a produção em suas bases regionais. Em meados de setembro, eles aceitaram o acordo para produzir a série ao lado de Casanova (2005).
Após Scream of the Shalka, um episódio de animação que foi mostrado no site  de Doctor Who, o retorno "real" foi anunciado em 26 de Setembro de 2003, em um comunicado de imprensa da BBC.
Regularmente, Russel optou por delinear conceitos do show para os executivos do comissionamento e se ofereceu para escrever o episódio piloto, porque sentiu que a série precisaria de um arremesso. Além deste, Davies voluntariamente escreveu um passo de 15 páginas (essa foi sua primeira vez), no qual delineou um Doutor que era "o seu melhor amigo, alguém que você quer ficar o tempo todo; aos 18 anos de idade, Rose Tyler como um "par perfeito" para o novo Doutor, evitando o retorno aos 40 anos, exceto partes boas; a retenção da TARDIS, chave de fenda sônica e Daleks; a remoção dos Senhores do Tempo e um foco maior sobre a humanidade. Seu passo foi submetido à primeira reunião de produção em dezembro de 2003, com uma série de treze episódios obtidos por pressão da BBC Worldwide e um orçamento viável de Julie Gardner.
No início de 2004, o show havia se estabelecido em um ciclo de produção regular. Davies, Gardner e o Controlador da BBC Drama, Mal Young, levaram posts como produtores executivos, apesar de Young ter desocupado do papel no final da série. Phil Collinson assumiu o papel de produtor. Keith Boak, Euros Lyn, Joe Ahearne, Brian Grant e James Hawes foram os diretores da série. O papel oficial de Davies como escritor cabeça e produtor executivo, ou showrunner, consistia em colocar uma trama esquelética para toda a série, “reuniões tom” para identificar corretamente o estilo de um episódio, sendo muitas vezes descrita em uma palavra - por exemplo, a palavra tom para Moffat em "The Empty Child" era romântico - e supervisão de todos os aspectos da produção.

### Escrita

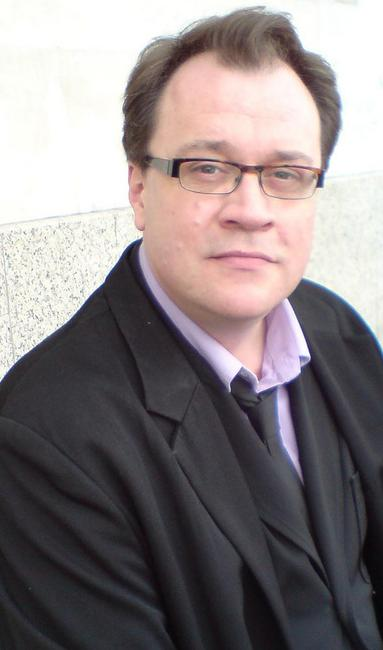
Russell T Davies tentou reviver o show desde o final dos anos 90 e escreveu oito histórias dos 13 Episódios na primeira série.

A primeira série de Doctor Who apresentou oito roteiros escritos por Davies, sendo o restante atribuído a escritores de teatro experientes e escritores anteriores do show em lançamentos auxiliares: Steven Moffat escreveu uma história de dois episódios, enquanto Mark Gatiss, Robert Shearman, e Paul Cornell escreveram cada um seu script. Davies também se aproximou do seu velho amigo Paul Abbott e da autora de Harry Potter, JK Rowling, para escreverem na série, mas ambos declinaram devido a compromissos já existentes. Pouco depois de garantir escritores para o show, Davies afirmou que ele não tinha intenção de aproximar os escritores da série antiga, o único com o qual ele teria desejado trabalhar era Robert Holmes, que morreu em maio de 1986, a meio de escrever a sua contribuição para a 23.ª temporada.
Elwen Rowlands e Helen Raynor serviram como editores de script. Eles foram contratados simultaneamente, marcando a primeira vez que Doctor Who teve editores de script do sexo feminino. Rowlands depois deixou o programa para dedicar-se a outra série de ficção científica na BBC, Life on Mars. Em comparação com a série original, o papel dos editores de script foi significativamente diminuído, com o escritor cabeça tomando a maior parte dessas responsabilidades, ao contrário da série original, que eles não têm o poder para os script de comissão. Em vez disso, eles agem como elo entre a equipe de produção e de roteiristas, antes de passar o seu trabalho conjunto com o escritor cabeça. Raynor disse que o trabalho não é criativo: "você é uma parte dele, mas não o está dirigindo."
Sobre o produtor Davies, a nova série teve um ritmo mais rápido do que os da série clássica. Em vez de quatro a seis partes em episódios de 25 minutos, a maioria das histórias do Nono Doutor consistiu em episódios individuais de 45 minutos, com apenas três histórias de 10 sendo duas partes. Os 13 episódios, entretanto, foram vagamente conectados em um longo arco de história, que trouxeram seus diferentes tópicos para o final da série. Davies levantou pistas de séries norte-americanas fantásticas, como Buffy the Vampire Slayer e Smallville, principalmente conceitos de arco de história em Buffy e os Big Bad - termo usado para designar  um grande adversário recorrente nesse programa. Além disso, como na série original, as histórias frequentemente fluíam diretamente uma na outra ou estavam ligadas entre si, de algum modo. Notavelmente, em comum apenas com as temporadas 7 e 26 da série original, cada história acontece perto ou na Terra. Este fato está diretamente abordado no romance original The Monsters Inside, no qual Rose e O Doutor fazem piada com o fato de que todas as suas aventuras até à data tiveram lugar na Terra ou em estações espaciais vizinhos.
As histórias da primeira série variaram de forma bastante significativa no tom, com a equipe de produção mostrando os vários gêneros habitados por Doctor Who ao longo dos anos. Exemplos incluem a pseudo-história “The Unquiet Dead”, o extremo futuro de “The End of the World”; histórias de invasão alienígena em "Rose" e "Aliens of London"/"World War Three"; "base sob cerco" em "Dalek" e horror em "The Empty Child". Mesmo os spin-off de mídia foram representadas, com "Dalek" tomando elementos do escritor Rob Shearman de seu próprio áudio drama Jubilee e o conteúdo emocional de Paul Cornell em "Father's Day" aproveitando o tom de seus romances na linha de Virgin New Adventures. Davies pediu tanto para Shearman como para Cornell escreverem seus roteiros com esses respectivos estilos em mente. O episódio "Boom Town" incluiu uma referência ao romance The Monsters Inside, tornando-se o primeiro episódio a reconhecer (ainda que de forma sutil) um spin-off de ficção.

### Filmagens
A fotografia principal para a série começou em 18 de julho de 2004 com locações em Cardiff para "Rose". A série foi filmada em todo o Sudeste do País de Gales. O início das filmagens criou tensão entre a equipe de produção devido á circunstâncias despercebidas: várias cenas do primeiro bloco tiveram que ser refilmadas porque os originais ficaram inutilizáveis; as próteses dos Slitheen para "Aliens of London", "World War Three" e "Boom Town" eram visivelmente diferentes dos seus homólogos gerados por computador e o mais notável foi ver o impasse dos herdeiros de Terry Nation com a BBC para fixar os Daleks no sexto episódio da série, escrito por Rob Shearman. Após o primeiro bloco, a produção do show aliviou a marcação da equipe, com os quais se familiarizaram. As filmagens foram concluídas em 23 de março de 2005. David Tennant, que foi escalado como substituto de Christopher Eccleston, gravou sua aparição no final de "The Parting of the Ways" em 21 de abril de 2005.
| Bloco | Título                                           | Dirigido por | Escrito por                  | Código         |
| ----- | ------------------------------------------------ | ------------ | ---------------------------- | -------------- |
| 1     | "Rose" "Aliens of London" "World War Three"      | Keith Boak   | Russell T Davies             | 1.1 1.4 1.5    |
| 2     | "The End of the World" "The Unquiet Dead"        | Euros Lyn    | Russell T Davies Mark Gatiss | 1.2 1.3        |
| 3     | "Dalek" "Father's Day"                           | Joe Ahearne  | Robert Shearman Paul Cornell | 1.6 1.8        |
| 4     | "The Long Game"                                  | Brian Grant  | Russell T Davies             | 1.7            |
| 5     | "The Empty Child" "The Doctor Dances"            | James Hawes  | Steven Moffat                | 1.9 1.10       |
| 6     | "Boom Town" "Bad Wolf" "The Parting of the Ways" | Joe Ahearne  | Russell T Davies             | 1.11 1.12 1.13 |